# Antonio Cippico
Antonio Cippico (Zara, 20 marzo 1877 – Roma, 17 gennaio 1935) è stato un politico italiano, senatore del Regno d'Italia nella XXVI legislatura.

## Biografia
Discendente di storica e nobile famiglia di Traù, cui appartennero fra l'altro gli umanisti Pietro, Alvise e Coriolano Cippico, nacque a Zara da Venanzio e da Carolina Salghetti-Drioli.
Tradusse in versi l'Orestiade di Eschilo insieme con Tito Marrone per la rappresentazione nel 1906 presso il Teatro Argentina di Roma.
Professore ordinario di Letteratura italiana all'Università di Londra tra 1911 e 1928 e socio della Royal Literary Society, è noto per aver fondato nel 1925 la rivista "Archivio storico della Dalmazia", di cui fu direttore.
Fu delegato del Governo italiano all'Assemblea della Società delle Nazioni nel periodo 1925-28.